# (717) Wisibada
(717) Wisibada es un asteroide perteneciente al cinturón de asteroides descubierto el 26 de agosto de 1911 por Franz Heinrich Kaiser desde el observatorio de Heidelberg-Königstuhl, Alemania.
Está nombrado por el nombre en latín de Wiesbaden, una ciudad de Alemania.